# Fédération UniAgro
L'Union des ingénieurs diplômés des écoles nationales supérieures, dite Fédération UniAgro, est une association loi de 1901 reconnue d'utilité publique par un décret du 10 août 1978. Anciennement dénommée Union nationale des ingénieurs agronomes (UNIA), elle fédère depuis une modification de ses statuts intervenue en 2006, les associations de diplômés de huit grandes écoles et établissements publics de l’Enseignement national supérieur agronomique, agroalimentaire et horticole : l'Institut national agronomique Paris-Grignon et l'Ecole nationale supérieure des industries agricoles et alimentaires de Massy (Agro ParisTech), Montpellier SupAgro, l'École nationale supérieure d'agronomie et des industries alimentaires de Nancy, l'École nationale supérieure agronomique de Rennes, l'École nationale supérieure agronomique de Toulouse, l'ENSA d'Alger, l'Institut national d'horticulture d'Angers et Versailles.
Elle réunit dans un même réseau plus de 30 000 ingénieurs « Agro » actifs dans les sciences et technologies du vivant : ingénieurs agronomes, agro-alimentaires, horticoles et du paysage, tous reconnus du grade de Master of Sciences in Life Sciences, Agriculture, Food Technologies & Environmental management.

## Activités
Cette fédération a pour objet de proposer des services et des outils de communication en mutualisant les ressources des associations de diplômés de chaque école. Ses domaines d’action principaux sont :
- l'emploi et l'accompagnement des carrières : le service emploi carrières (SEC) intervient sur toutes les étapes de la conduite du parcours professionnel (orientation des étudiants, première insertion, gestion de la mobilité et des carrières, coaching). Via son site, ce SEC assure une véritable interface entre les recruteurs et les Ingénieurs diplômés : diffusion d’offres d’emploi, mini CV, partenariats,

- l’accès au réseau international des ingénieurs du vivant : l’annuaire de la Fédération UniAgro (version papier et sa version en ligne) est l’outil d’accès à un réseau de plus de 11 000 adhérents. Il est mis à jour en continu, et permet d’identifier les Agros selon leur(s) activité(s) professionnelle(s) ou associative(s), leurs coordonnées personnelles, ainsi que leurs compétences.

- Agro Mag, la revue trimestrielle de la Fédération : son contenu éditorial regroupe notamment des informations sur les Agros, des réflexions et articles sur le management et la carrière, enfin un dossier professionnel au contenu plus technique. Il comprend un cahier La Lettre UniAgro qui rend compte de la vie des associations membres de la Fédération.

- des outils de communication web interactifs : via le site Internet, les anciens élèves peuvent entrer en contact, communiquer et échanger, avec d'autres Agros, quel que soit le lien qui les relie entre eux : Agros d'une même promotion, d'une même école, membres d’un groupe régional, d'un groupe professionnel ou d'un club, et ce, dans le monde entier. Une adresse email à vie permet de les tracer en permanence.

- l’organisation d'évènements : conférences, rencontres, séminaires peuvent être organisés par la Fédération UniAgro, à l’attention des Agros et de leurs différents contacts professionnels.

## Organisation

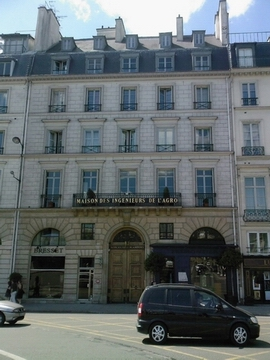
Siège de la Fédération UniAgro à Paris, au 5 quai Voltaire.

Le siège et les bureaux de la Fédération UniAgro se situent à Paris.
De plus, chaque région administrative française dispose d'un « Groupe régional » constitué en association loi 1901, responsable de l'agenda des activités organisées au niveau local pour les adhérents domiciliés dans chacune des régions.

## En savoir plus